# 1269
Năm 1269 là một năm trong lịch Julius.